# 1968년 세입 및 지출 통제법
1968년 세입 및 지출 통제법(영어: Revenue and Expenditure Control Act of 1968)은 베트남 전쟁 비용을 충당하기 위해 1969년 6월 30일까지 개인과 코퍼레이션 모두에게 10%의 임시 소득세 부가세를 부과한 미국의 법률이다. 이 법은 또한 예정되었던 전화 및 자동차 소비세 인하를 연기하여, 1969년 대신 1973년에 종료되도록 했다. 린든 존슨 대통령은 1968년 6월 28일에 이 법안에 서명했다.
이 법은 전반적으로 10%의 부가세를 부과했지만 존슨은 법안에 서명하기 직전 일부 사람들에게는 그 영향이 제한적이라고 언급하며, "4인 가족이 5,000달러(2023년 달러로 $37,211 상당) 미만을 벌면 추가로 내야 할 돈이 없다. 10,000달러(2023년 달러로 $74,421 상당)를 버는 가족은 주당 단 2달러(2023년 달러로 $15 상당)만 추가로 내면 된다"고 말했다. 이 법은 법인은 1968년 1월 1일부터, 개인은 1968년 4월 1일부터 발효되었으며, 부가세는 1969년 7월 1일에 종료되었다.
이 세금의 결과로 연방 정부는 1969년에 예산 흑자를 기록했는데, 이는 1998년까지 마지막 흑자였다. 이 세금은 인플레이션을 조정한 후 1968년 이후 세 번째로 큰 1년 세입 증가를 기록했으며, GDP 대비 가장 큰 증가를 기록했다. 미국의 GDP 성장률은 1968년 1분기 8.4%에서 1969년 4분기 -1.9%로 점차 둔화되었다. 연간으로는 GDP 성장률이 1968년 4.8%에서 1970년 0.2%로 둔화되었다.
자동차 소비세는 1971년 세입법에 의해 1971년에 폐지되었고, 연방 전화 소비세는 2006년까지 계속되었다. 이 법의 모든 조항이 만료되거나 폐지되었기 때문에 미국 세법에 직접적인 지속적 효과는 없다.

## 입법 역사
하원 최종 투표, 1968년 6월 20일
| 정당별 투표 | 찬성 | 찬성 | 반대 | 반대 | 불참 | 불참 |
| ----------- | ---- | ---- | ---- | ---- | ---- | ---- |
| 공화당      | 114  | 61%  | 73   | 39%  | 0    |      |
| 민주당      | 153  | 66%  | 77   | 34%  | 14   |      |
| 합계        | 267  | 64%  | 150  | 36%  | 14   |      |

상원 최종 투표, 1968년 6월 21일
| 정당별 투표 | 찬성 | 찬성 | 반대 | 반대 | 불참 |
| ----------- | ---- | ---- | ---- | ---- | ---- |
| 공화당      | 31   | 94%  | 2    | 6%   | 3    |
| 민주당      | 33   | 70%  | 14   | 30%  | 16   |
| 합계        | 64   | 80%  | 16   | 20%  | 19   |